# Bolero
O bolero é um ritmo cubano que mescla raízes espanholas com influências locais de vários  países hispano-americanos. Apesar de nascer em Cuba, tornou-se também bastante conhecido como canção romântica mexicana. O ritmo foi se modificando, tornando-se mais lento e desenvolvendo especialmente temas mais românticos. Têm tradição no bolero os seguintes países: Cuba, Porto Rico, República Dominicana, Colômbia, México, Peru, Venezuela , Uruguai, Argentina e Brasil.

## História
O primeiro bolero surgiu na data de 1883, na voz do cubano José Sanchéz. Posteriormente o estilo também fez muito sucesso no México e depois por toda a América Latina. Sabe-se que o bolero influenciou o samba-canção, mambo (bolero-mambo), o chá-chá-chá e a salsa. Na República Dominicana, surgiu, na década de 1960, uma variante do bolero chamada bachata.
O mais célebre bolero mexicano é Bésame mucho, composto por Consuelo Velásquez (1941), e interpretado, entre outros, por: The Beatles, Plácido Domingo, Diana Krall, João Gilberto, Simone, Cesária Évora, Rosa Passos, Frank Sinatra. Em francês (adaptado por Francis Blanche em 1945): Dalida, Céline Dion, Arielle Dombasle, Michel Petrucciani, Marc Lavoine, Guy Marchand e Lili Boniche.

Em 20 de julho de 2012, foi feito pela primeira vez em Portugal um concerto que juntou o bolero da Colômbia e o Fado no mesmo palco, no Teatro São Luiz. Esse evento foi organizado pela embaixada da Colômbia em Portugal, que marcou a comemoração do dia nacional da Colômbia e contou com a fadista portuguesa Raquel Tavares e a bolerista colombiana Lucía Pulido.

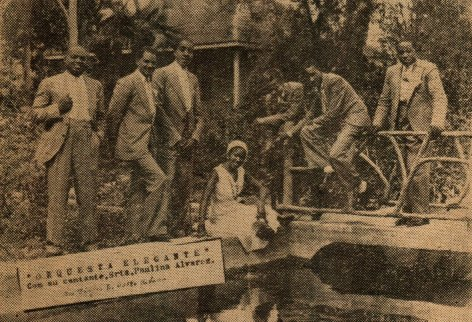
Cantora cubana Paulina Álvarez com sua banda Orquestra Elegante, 1931, vinculando-se ao estilo no início de carreira.

## Intérpretes
Dentre os mais conhecidos intérpretes estão: Altemar Dutra (Brasil), Carlos Alberto, Trio Irakitan (Brasil), Nana Caymmi (Brasil), Emilinha Borba (Brasil), Trio Los Panchos, Agustin Lara, Bienvenido Granda, Lucho Gatica, Pedro Vargas, Consuelo Velásquez, John Serry Sr., Armando Manzanero, Lucho Barrios, e recentemente Luis Miguel, podendo ser dançado com música atuais como MPB e Baladas.